# Крайні точки Чорногорії
Це список крайніх точок Чорногорії.

## Крайні точки
- Північна точка — схили гори Ковач поблизу села Рочевичі у муніципалітеті Плєвля (43°32′ пн. ш. 18°58′ сх. д. / 43.533° пн. ш. 18.967° сх. д.)
- Південна точка — в гирлі річки Бояна у муніципалітеті Ульцинь (41°55′ пн. ш. 19°22′ сх. д. / 41.917° пн. ш. 19.367° сх. д.)
- Західна точка — поблизу села Яблониця у муніципалітеті Рожає (42°53′ пн. ш. 20°21′ сх. д. / 42.883° пн. ш. 20.350° сх. д.)
- Східна точка — поблизу села Суторина у муніципалітеті Херцег-Новий (42°29′ пн. ш. 18°26′ сх. д. / 42.483° пн. ш. 18.433° сх. д.)[1]

## Відносно рівня моря
- Найвища точка — Гора Зла-Колата (2534 м)

42°29′20″ пн. ш. 19°53′50″ сх. д. / 42.48889° пн. ш. 19.89722° сх. д.
- Найнижча точка — берег Адріатичного моря